# Museo dell'innocenza
Il museo dell'innocenza (in turco Masumiyet Müzesi) è un museo letterario che si trova nel quartiere di Çukurcuma nel distretto Beyoğlu della città di Istanbul in Turchia.
Ispirato all'omonimo romanzo pubblicato nel 2008 dallo scrittore turco Orhan Pamuk, vincitore del premio Nobel per la letteratura nel 2006, il museo offre uno scorcio di vita della borghesia di Istanbul dal 1970 ai primi anni 2000. Il museo presenta ciò che i personaggi del romanzo hanno "utilizzato, indossato, sentito, visto, raccolto e sognato, il tutto meticolosamente disposto in scatole e vetrine". La collezione, che comprende più di un migliaio di oggetti, è ospitata in una casa del XIX secolo, in un angolo di Çukurcuma Sk e Sk Dalgic.

## Storia
Orhan Pamuk creò il museo durante la stesura del suo romanzo omonimo. Il romanzo narra nei dettagli la storia di Kemal, un ricco che si innamora della cugina povera, mentre il museo raccoglie gli oggetti che raccontano la loro storia d'amore. Il museo e il romanzo, che si sono sviluppati contemporaneamente, sono incentrati sulle storie di due famiglie di Istanbul. Il 17 maggio 2014 è stato annunciato che il museo aveva vinto il Premio del museo europeo dell'anno 2014.
Pamuk iniziò a raccogliere oggetti per il museo a metà degli anni 1990, al fine di "esporre in un museo i veri oggetti di una storia di fantasia e di scrivere un romanzo sulla base di questi oggetti". Alcuni degli oggetti esposti nel museo furono donati da familiari e amici dello scrittore, altri furono trovati ad Istanbul, altri ancora raccolti in giro per il mondo.
Pamuk non ha specificato se gli oggetti siano direttamente legati alla propria vita, ma sostiene che la narrazione del museo dovrebbe riflettere quella del romanzo e non la sua autobiografia. Dopo la pubblicazione del romanzo in Turchia nel 2008, la collezione del museo è stata messa a punto, insieme ad un team multidisciplinare di artisti, designer e architetti. Il museo ha aperto le sue porte nel mese di aprile 2012.

## Esposizione
Situato in una zona di Istanbul famosa per i vecchi negozi di antiquariato che si allineano lungo i suoi vicoli, il museo rispecchia il carattere unico di oggetti di uso quotidiano negli anni 1970 della borghesia di Istanbul. Si compone di una serie di esposizioni, ciascuna corrispondente ad uno dei 83 capitoli del romanzo. Secondo la narrazione, questi oggetti sono stati raccolti e organizzati da Kemal, il protagonista del romanzo, e rappresentano i suoi ricordi di Füsun e della sua storia d'amore raccontata nel romanzo.
Tra le vetrine, ad esempio, c'è una grande teca di vetro contenente 4.213 mozziconi di sigaretta tutte fumate da Füsun, una collezione di saliere, dipinti e mappe delle strade di Istanbul in cui la narrazione si svolge. Tutti i quattro piani del museo fanno riferimento al romanzo e all'epoca in cui si svolge il libro.
Nonostante la simbiosi tra il museo e il romanzo, Pamuk sostiene che il museo e il romanzo possono essere vissuti indipendentemente l'uno dall'altro: "proprio come il romanzo è del tutto comprensibile senza una visita al museo, così il museo è un luogo che può essere visitato e vissuto da solo". Pamuk ha sviluppato parallelamente l'idea del museo e del romanzo sin dall'inizio, cosicché il museo non è basato sul romanzo e viceversa.

## Manifesto per i musei
Nel catalogo del museo L'innocenza degli oggetti, che descrive la creazione dell'accoppiata romanzo-museo, Pamuk ha redatto anche un "manifesto per i musei", affermando che rispetto ai grandi musei nazionali, come il Louvre e l'Ermitage bisognerebbe privilegiare musei "più piccoli, più individualisti e meno costosi" che raccontano "storie" piuttosto che la "storia". Un museo, ha sostenuto lo scrittore premio Nobel, dovrebbe "rivelare l'umanità degli individui".